# Jody McCrea
Joel Dee McCrea, detto Jody (Los Angeles, 6 settembre 1934 – Roswell, 4 aprile 2009), è stato un attore statunitense.
Era il figlio dell'attore Joel McCrea e dell'attrice Frances Dee.

## Filmografia parziale

### Cinema
- Il tesoro degli aztechi (Naked Gun), regia di Eddie Dew (1956)
- Il mostro che sfidò il mondo (The Monster That Challenged the World), regia di Arnold Laven (1957)
- L'uomo della legge (Gunsight Ridge), regia di Francis D. Lyon (1957)
- La squadriglia Lafayette (Lafayette Escadrille), regia di William A. Wellman (1958)
- Il frutto del peccato (The Restless Years), regia di Helmut Käutner (1958)
- Force of Impulse, regia di Saul Swimmer (1961)
- Vacanze sulla spiaggia (Beach Party), regia di William Asher (1963)
- La legge dei fuorilegge (Law of the Lawless), regia di William F. Claxton (1964)
- Muscle Beach Party, regia di William Asher (1964)
- Bikini Beach, regia di William Asher (1964)
- Pigiama party (Pajama Party), regia di Don Weis (1964)
- I lupi del Texas (Young Fury), regia di Christian Nyby (1965)
- Una sirena sulla spiaggia (Beach Blanket Bingo), regia di William Asher (1965)
- How to Stuff a Wild Bikini, regia di William Asher (1965)
- Sam, regia di Larry Buchanan (1967)

### Televisione
- The George Burns and Gracie Allen Show – serie TV, 3 episodi (1956-1957)
- Studio One – serie TV, episodio 9x31 (1957)
- Il sergente Preston (Sergeant Preston of the Yukon) – serie TV, episodio 3x22 (1958)
- Wichita Town – serie TV, 22 episodi (1959-1960)
- The Greatest Show on Earth – serie TV, episodio 1x21 (1964)
- Carovane verso il West (Wagon Train) – serie TV, episodio 8x22 (1965)